# Anahita punctulata
Anahita punctulata là một loài nhện trong họ Ctenidae.
Loài này thuộc chi Anahita. Anahita punctulata được Nicholas Marcellus Hentz miêu tả năm 1844.